# 哈查瓦拉查山
14°52′12″S 69°7′22″W / 14.87000°S 69.12278°W

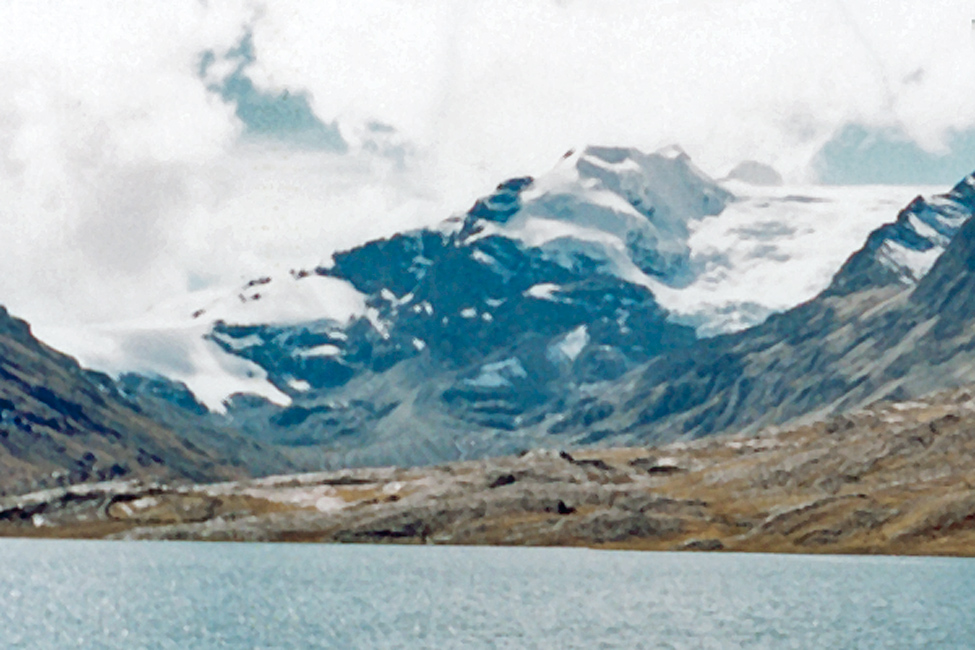

哈查瓦拉查山（Jach'a Waracha），是玻利維亞的山峰，位於該國西部拉巴斯省，屬於安第斯山脈中阿波洛班巴山脈的一部分，該山峰海拔高度5,540米。